# Васенків (селище)
Васенків (рос. Васенков) — селище у Суразькому районі Брянської області Російської Федерації. Належить до українського історичного та етнічного краю Стародубщини.
Входить до складу муніципального утворення Дубровське сільське поселення. Населення становить 24 особи (2013).

## Назва
Минулі та альтернативні назви — Васинків (рос. Васинков).

## Географія
Населений пункт розташований на відстані 9 км від районного центру Суража, 128 км від обласного центру міста Брянська та 455 км від столиці Росії — Москви.

## Історія
Напередодні Українських національно-визвольних змагань, згідно з адміністративним поділом 1916 року — хутір Чернігівської губернії, Суразького повіту, Новодроківської волості.
У 1918 році, згідно з Берестейським миром, належало до Української Народної Республіки та Української Держави Скоропадського.
У 1919 році селище було приєднане до Гомельської губернії, підпорядкове Суразькому повіту.
У 1929-1937 року належало до Західної області РСФСР. Адміністративно підпорядковувалося Клинцівській окрузі, Суразькому району, Далисицькій сільраді.
У 1937-1944 роках належало до Орловської області, відтак відійшло до новоутвореної Брянської області

## Населення
| 2010 | 2013 |
| ---- | ---- |
| 25   | ↘24  |